# Astroloba congesta
Astroloba congesta ist eine Pflanzenart der Gattung Astroloba in der Unterfamilie der Affodillgewächse (Asphodeloideae). Das Artepitheton congesta stammt aus dem Lateinischen, bedeutet ‚gedrängt‘ und verweist auf die kompakt angeordneten Blätter.

## Beschreibung

### Vegetative Merkmale
Die aufrechten bis ausgebreiteten Laubblätter von Astroloba congesta bilden fünf gerade Reihen oder sind selten ziegelförmig an den Trieben angeordnet. Die hell- bis dunkelgrüne, glänzend scheinende Blattspreite ist 20 bis 47 Millimeter lang und 14 bis 28 Millimeter breit. Die Blattspitzen sind auf- und auswärts gebogen. Warzen sind auf der Blattoberfläche nicht vorhanden. Selten sind jedoch auf einigen Blättern kleine, verlängerte, sehr wenige erhabene Stellen gleicher Farbe vorhanden. 

### Blütenstände und Blüten
Der gelegentlich verzweigte Blütenstand ist eine lockerblütige Traube von 6 bis 31 Zentimetern Länge. Die grünen, cremefarbe überhauchten Blüten stehen an 0,7 bis 4 Millimeter langen Blütenstielen und besitzen weiße oder cremefarbene Zipfel. Die gerade Perigonröhre ist 6 bis 9 Millimeter lang und weist einen Durchmesser von etwa 3 Millimeter auf. Ihre zurückgebogenen Zipfel weisen eine Länge von 1,4 bis 3 Millimeter auf.

### Genetik
Die Chromosomenzahl beträgt {\displaystyle 2n=14}.

## Systematik und Verbreitung
Astroloba congesta ist in der südafrikanischen Provinz Ostkap verbreitet.
Die Erstbeschreibung als Aloe congesta durch Joseph zu Salm-Reifferscheidt-Dyck wurde 1854 veröffentlicht. Antonius Josephus Adrianus Uitewaal stellte die Art 1947 in die Gattung Astroloba.
Synonyme sind Apicra congesta (Salm-Dyck) Baker (1880), Astroloba foliolosa subsp. congesta (Salm-Dyck) Roberts Reinecke (1965, nom. inval. ICBN-Artikel 29.1), Haworthia congesta (Salm-Dyck) Parr (1971), Aloe deltoidea Hook.f. (1873), Apicra deltoidea (Hook.f.) Baker (1880), Astroloba deltoidea (Hook.f.) Uitewaal (1947), Haworthia deltoidea (Hook.f.) Parr (1971), Apicra turgida Baker (1889), Apicra deltoidea var. turgida (Baker) A.Berger (1908), Astroloba deltoidea var. turgida (Baker) H.Jacobsen (1960, nom. inval. ICBN-Artikel 33.2), Astroloba turgida (Baker) H.Jacobsen (1960, nom. inval. ICBN-Artikel 33.2?), Haworthia deltoidea var. turgida (Baker) Parr (1971, nom. inval. ICBN-Artikel 34), Apicra deltoidea var. intermedia A.Berger (1908), Astroloba deltoidea var. intermedia (A.Berger) Uitewaal (1947), Haworthia deltoidea var. intermedia (A.Berger) Parr (1971) und Haworthia shieldsiana Parr (1971, nom. inval. ICBN-Artikel 34.1).

## Nachweise